# Паркер, Линдсей
Линдсей Паркер (англ. Lindsay Parker; род. 30 марта 1980, Лос-Анджелес, Калифорния, США) — американская актриса и детская писательница. В конце 1980-х — начале 1990-х была востребованным ребёнком-актёром, в семь лет номинировалась на премию «Молодой актёр».

## Биография
Линдсей Паркер родилась в 1980 году в Лос-Анджелесе. Её отец, Энди Паркер, был барабанщиком группы UFO.
В 1987 году снялась в одной из центральных ролей в телевизионном фильме «Неверность», за впоследствии номинировалась на премию «Молодой актёр». В том же году играла роль дочери героини Виктории Теннант, девочку по имени Кэрри, в фильме ужасов «Цветы на чердаке». В 1990 озвучивала Кори в мультике «Герои мультфильмов приходят на помощь», который был направлен на борьбу с наркотиками.
В 2002 году окончила Калифорнийский университет в Лос-Анджелесе.
Оставила актёрскую карьеру в 2007 году, последней её ролью была роль Дженни в фильме «Приключения Джонни Тао: Рок и дракон».
В апреле 2014 она издала свою первую книгу для детей «Fairy Tale Fixer».

## Фильмография
| Год  |    | Русское название                      | Оригинальное название           | Роль                   |
| ---- | -- | ------------------------------------- | ------------------------------- | ---------------------- |
| 1986 | с  | Секретный агент Макгайвер             | MacGyver                        | маленькая девочка      |
| 1987 | тф | Неверность                            | Infidelity                      | Мелисса «Милли» Денато |
| 1987 | ф  | Цветы на чердаке                      | Flowers in the Attic            | Кэрри Доллангенджер    |
| 1988 | ф  | Зубастики 2: Основное блюдо           | Critters 2: The Main Course     | Синди                  |
| 1988 | ф  | Скауты                                | The Wrong Guys                  | сестра Тима            |
| 1989 | ф  | Электрошок                            | Wes Craven's Shocker            | маленькая девочка      |
| 1989 | с  | Кто здесь босс?                       | Who's the Boss?                 | Холли                  |
| 1990 | мф | Герои мультфильмов приходят на помощь | Cartoon All-Stars to the Rescue | Кори (озвучивание)     |
| 1993 | ф  | Фокус-покус                           | Hocus Pocus                     | дополнительная озвучка |
| 1994 | с  | Северная сторона                      | Northern Exposure               | Миранда в 12 лет       |
| 1995 | с  | Спасатели Малибу                      | Baywatch                        | Эрика                  |
| 2002 | с  | Сабрина — маленькая ведьма            | Sabrina, the Teenage Witch      | Марджи                 |
| 2005 | с  | C.S.I.: Место преступления Нью-Йорк   | CSI: NY                         | Джордан Бенсон         |
| 2007 | ф  | Приключения Джонни Тао: Рок и дракон  | Adventures of Johnny Tao        | Дженни Браун           |